# Municipio 2 Poplar Tent
El municipio 2 Poplar Tent (en inglés: Township 2, Poplar Tent) es un municipio ubicado en el  condado de Cabarrus en el estado estadounidense de Carolina del Norte. En el año 2010 tenía una población de 35.668 habitantes.

## Geografía
El municipio 2 Poplar Tent se encuentra ubicado en las coordenadas 35°22′52.95″N 80°40′25.96″O / 35.3813750, -80.6738778.